# Ukierunkowane szczelinowanie skał metodą strzelniczą
Ukierunkowane szczelinowanie skał metodą strzelniczą (USS) – jedna z metod aktywnej profilaktyki tąpań, pochodna ukierunkowanego hydroszczelinowania skał (UHS).
Polega ona na odwierceniu w warstwie wstrząsogennej otworów i wykonaniu w nich tzw. szczelin zarodnikowych, następnie zdetonowaniu materiału wybuchowego. Ciśnienie gazów powoduje powstanie wysokich naprężeń rozciągających w wierzchołku szczeliny zarodnikowej, która się rozprzestrzenia.
Skuteczność metody USS jest większa, gdy ładunki odpalone są w otworach wypełnionych wodą.